# Гоенвайлер
Гоенвайлер (нім. Hohenweiler) — містечко та громада округу Брегенц в землі Форарльберг, Австрія. Гоенвайлер лежить на висоті 503 над рівнем моря і займає площу 8,43 км². Громада налічує 1261 мешканців.
Густота населення 150/км².
Громада лежить в районі, який носить назву Брегенцький ліс. Неподалік розкинулося Боденське озеро. Населення Форальбергу розмовляє алеманським діалектом німецької мови, а тому ближче до швейцарців, ніж до населення більшої частини Австрії, яке розмовляє баварсько-австрійським діалектом. Основною індустрією Форальбергу є спортивний туризм, і кожен населений пункт має розвинуту інфраструктуру: транспорт, готелі тощо.
|                                     |
| Гоенвайлер на мапі округу та землі. |

Адреса управління громади: Dorf 41, 6914 Hohenweiler.

## Демографія
Історична динаміка населення міста за даними сайту Statistik Austria